# Mariko Suga
Pour les articles homonymes, voir Suga (homonymie).
Mariko Suga (菅真 理子, Suga Mariko), née le 28 novembre 1953 à Shimizu, est une personnalité publique japonaise. Elle est l'épouse de Yoshihide Suga, Premier ministre du Japon entre 2020 et 2021.

## Biographie

### Jeunesse et éducation
Suga naît le 28 novembre 1953 à Shimizu, dans la préfecture de Shizuoka. Alors qu'elle est petite, ses parents dirigeaient une entreprise de vente en gros d'épiceries qui vendait des conserves et de l'eau potable aux supermarchés.
Elle étudie au lycée de Shizuoka, avant de faire ses études supérieures à l'Université préfectorale de Shizuoka, dans le département d'économie domestique,. Elle rencontre Yoshihide Suga, alors qu'elle est femme de ménage chez le membre de la Chambre des représentants Hikosaburō Okonogi (en), dont Yoshihide est l'assistant parlementaire.
Après leur mariage, Mariko est femme au foyer à plein temps, se concentrant sur l'éducation des enfants.

### Épouse du Premier ministre du Japon

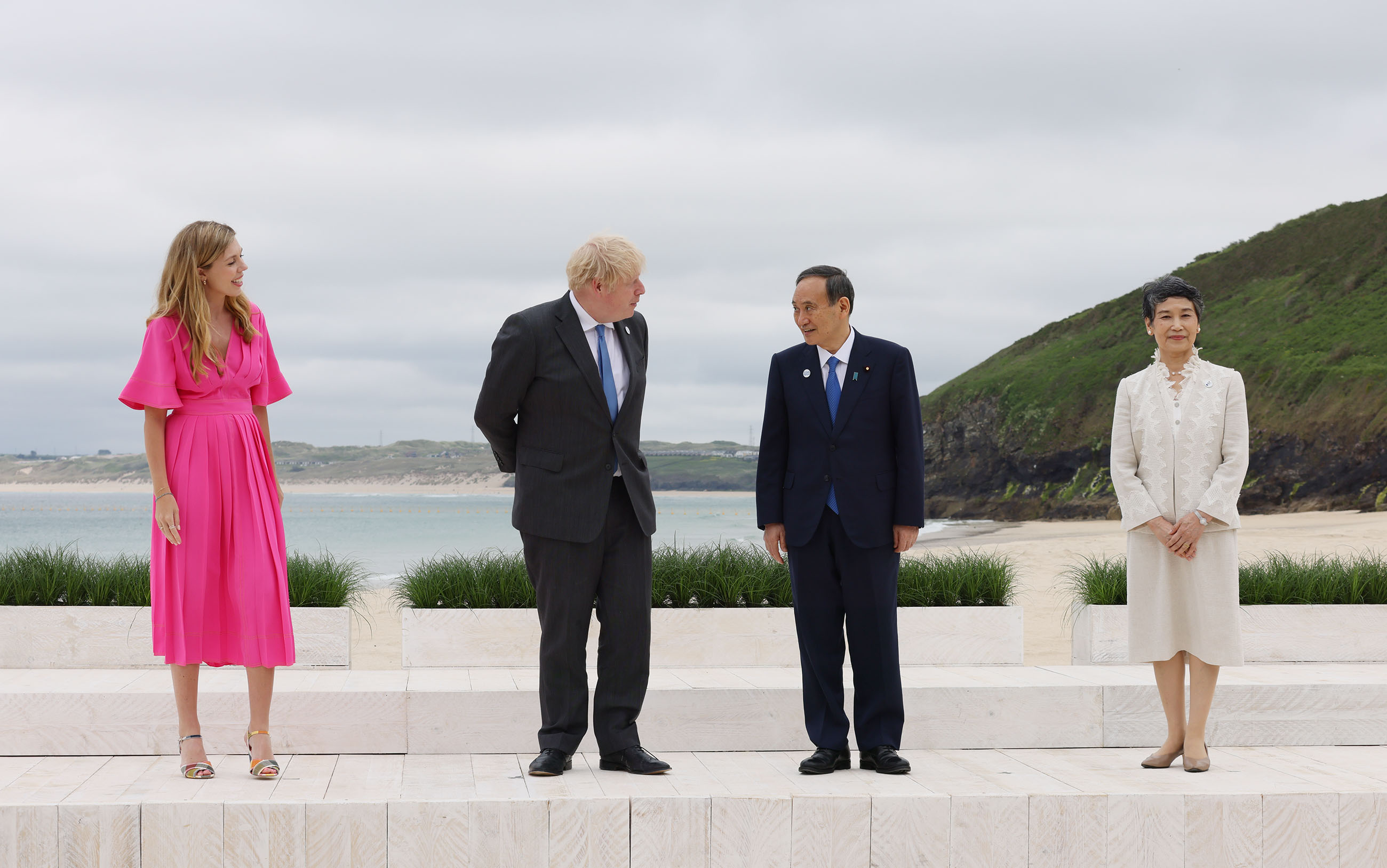
Mariko Suga, son mari Yoshihide, en compagnie de Boris Johnson et de son épouse Carrie Symonds en 2021.

Mariko Suga reste une présence discrète derrière son mari, et ne participe que très rarement aux campagnes électorales de celui-ci,, tout en étant un soutien dans les coulisses de la politique de sa politique. Elle se différencie ainsi de sa prédécesseure, Akie Abe, qui faisait une utilisation régulière des réseaux sociaux,.
Elle accompagne néanmoins son mari dans plusieurs visites d'État, notamment au Vietnam.
Pendant son séjour au Kantei, elle a trois employés à son service, pour coordonner ses actions et son emploi du temps professionnel, ce qui est critiqué par l'opposition, les premières dames n'ayant d'ordinaire qu'un employé les assistant.

## Vie personnelle
Suga est une amatrice de volley-ball et de tir à l'arc, qu'elle pratiquait dans sa jeunesse. 
C'est Mariko qui demande Yoshidide Suga en mariage, avec qui elle a trois fils,.